# Mordko Herschkowitsch
Mordko Herschkowitsch  (* 29. Februar 1868 in Tusora; † 9. März 1932) war ein in Russland geborener deutscher Chemiker.

## Leben
Herschkowitsch war der Sohn eines bessarabischen Siedlers und verließ mit sieben Jahren seine Familie, da er von seiner Stiefmutter misshandelt wurde. In Rowno im Gouvernement Wolhynien streunte er in den Straßen herum und ernährte sich von Gemüseabfällen, bis sich die jüdische Gemeinde seiner annahm. Er konnte die Schule besuchen und war danach Apothekergehilfe. Er studierte 1893 bis 1895 in Odessa, wo er sich sein Studium ebenfalls als Apothekergehilfe verdiente und dafür in regelmäßigen Zeitabständen unterbrechen musste. Ab 1895 studierte er in Leipzig, wo er Schüler von Wilhelm Ostwald war und 1898 mit einer Dissertation in Elektrochemie promovierte (Zur Kenntnis der Metalllegierungen). Ab 1898 war er Mitarbeiter des Glaswerks Schott und Genossen in Jena und ab 1902 wurde er von Ernst Abbe zunächst versuchsweise zur Firma Carl Zeiss (Optische Werkstätten) geholt, die damals noch kein chemisches Labor hatten. Er überzeugte durch seine umfassenden Kenntnisse in anorganischer und organischer Chemie (Pharmazeutischer Chemie) und seine Fähigkeit mit einfachsten Hilfsmitteln Apparate zu bauen und damit Untersuchungen durchzuführen. Er überwachte die Gießerei der Zeiss-Werke, führte die physikalischen Verfahren zur Kontrolle der metallischen Werkstoffe ein und verschiedene technische Neuerungen (z. B. für Kontrolle des Polierrots für Glas, Entwicklung einer Wismutlegierung für das Abgießen von Leeren mit genauer Einhaltung der Abmessungen, Entwicklung einer Hartgummimischung für Fernrohre, Raffination des Canadabalsams für das Kitten von Linsen, Entwicklung eines Präparats für chlorfreien Sauerstoff).
Von ihm stammt ein Apparat zum Photometrieren in beliebige Raumrichtungen, das bei Schott der Auswertung der Gläser für Glasglühbeleuchtung diente. Ihm gelang (beginnend bei Schott) die Herstellung optisch einwandfreien Quarzglases, das besonders für Mikroskoplinsen verwendet wurde (zuerst präsentiert auf der Weltausstellung in Paris 1900). Er stellte auch kurz vor dem Ersten Weltkrieg als Erster poröses Glas her durch Sintern von Glaspulver. Es wurde für Diaphragmen und Filter verwendet.
Den Chemikern in Deutschland war er als Vertreter von Carl Zeiss auf den Hauptversammlungen des Vereins Deutscher Chemiker bekannt.
Seine Tochter Elsbeth Danziger (1904–1942) promovierte 1931 in Jena in Naturwissenschaften und wurde mit ihren beiden Kindern 1942 in Auschwitz ermordet (Herschkowitsch war jüdisch). Ein Stolperstein am Haus ihrer Eltern in Jena erinnert an sie und ihre Kinder.

## Schriften
- Beitrag zur Kenntnis der Metalllegierungen, Zeitschrift für Physikalische Chemie, Band 27, 1898, Heft 1, S. 123
- Über die Umwandlung des Bergkristalls in den amorphen Zustand, Zeitschrift für Physikalische Chemie, Band 46, 1903, S. 408–414, Online
- Über die Oxydation des Ammoniaks durch Kaliumpermanganat und über den Einfluss der Ammoniumsalze auf dieselbe, Zeitschrift für Physikalische Chemie, Band 65, 1909
- Über die Zersetzung der Oxalate, Zeitschrift für anorganische und allgemeine Chemie, Band 115, 1921
- Zur Titrimetrischen Bestimmung des Kupfers mit Jodkalium, Zeitschrift für anorganische und allgemeine Chemie, Band 146, 1925